# ロクビリエール
ロクビリエール （Roquebillière）は、フランス、プロヴァンス＝アルプ＝コート・ダジュール地域圏、アルプ＝マリティーム県のコミューン。

## 地理
ロクビリエールはヴェシュビー川の心臓部に位置するコミューンである。北は標高1813mのケイラ峰、西は隆起したシルール山の先端（2053m）、そしてシルール山の峰（2018m）と接する。

## 経済
コミューンは、4月から10月までオープンしている温泉地、ベルトモン＝レ＝バンを抱えている。
ロクビリエールは何年にもわたって、ロクビリエール水力発電所によって電気をまかなっている。

## 歴史
ロクビリエールの名は、『ミツバチの岩』を意味するRoccabelleraから派生した。ロクビリエールは566年、614年の地震、1564年と1926年の地滑り、1094年、1743年、1789年のヴェシュビー川洪水といった様々な災害にあっている。1494年6月23日に発生した大地震は、ロクビリエールとラントスク川の谷を崩壊させた。
ナポリ女王ジャンヌの死後の継承戦争後、1388年9月28日、ロクビリエールはヴァール川左岸の町と同様に、サヴォイア家へのニース割譲によって、サヴォイア家の宗主権下に入った。その後形成されたニース伯爵領に含まれた。
1691年から1696年まで、1706年から1708年まで、フランスはロクビリエールを占領している。1764年、ペスト流行が町を襲った。1796年にフランスがニース伯爵領を併合すると、ロクビリエールは小郡の所在地となった。最終的にフランス領となったのは1860年である。
6世紀以来、6度の河川氾濫で土砂崩れに見舞われている。まちは同じ場所に何度も再建された。1926年11月24日に発生した地滑りが最後となった。住民の大半が、15世紀には教会が既にあった、川の右岸にある高層の住宅が立ち並ぶ古い村から逃げたのである。旧村（Le vieux village）にはまだ住民が暮らしている。
農村の人口流出にもかかわらず、ロクビリエール人口は比較的安定して推移している。

## 人口統計
| 1962年 | 1968年 | 1975年 | 1982年 | 1990年 | 1999年 | 2006年 |
| ------ | ------ | ------ | ------ | ------ | ------ | ------ |
| 1 377  | 1 426  | 1 336  | 1 504  | 1 539  | 1 467  | 1 614  |

参照元:INSEE

## 姉妹都市
- エムスキルヒェン、ドイツ